# Апіоніди
Апіоні́ди (Apionidae Schönherr, 1823), або ж насіннєїди — родина жуків надродини довгоносикоподібних (на думку частини ентомологів — це підродина у родині брентід (Brentidae). Ці комахи — дрібного розміру, рослинноїдні, личинки їх харчуються всередині рослинних тканин і інколи завдають шкоди господарству. Описано понад 2000 видів цієї родини.
Відомим дослідником апіонід України була В. С. Солодовникова.

## Зовнішній вигляд[3]
Апіоніди — невеличкі жуки із довжиною тіла в межах 1.5–5.0 мм. Основні ознаки:
- тіло вузьке, його форма звичайно овальна, видовжено-овальна або грушоподібна, інколи — овально-ромбічна;
- вусики не колінчасті, з рихлою 3-4-члениковою булавою або чоткоподібні;
- головотрубка в середній частині у поперечному перерізі не пласка і помітно довша за голову, без горбків та розширень по боках;
- мандибули невеликі і сховані у верхівковій частині головотрубки, з горбками або зубцями на зовнішньому краї;
- надкрила при основі дещо ширші від передньоспинки без помітного звуження за плечима;
- вертлуги ніг довгі, конічні.

Фотографії див. на.

## Спосіб життя
Дорослі жуки харчуються рослинними тканинами. Личинки проходять розвиток всередині вегетативних органів рослин, інколи утворюючи галли.

## Географічне поширення
Представників цієї групи знайдено на всіх континентах, крім Антарктиди. У фауні України 142 види з 40 родів апіонід.

## Класифікація
Основні роди :
| Acentrotypus Alonso-Zarazaga 1990 Alocentron Schilsky 1901 Apion Herbst, 1797 Aspidapion Schilsky 1901 Aizobius Alonso-Zarazaga 1990 Betulapion Ehret 1994 Catapion Schilsky 1906 Ceratapion Schilsky 1901 Cistapion Wagner 1924 Cyanapion Bokor 1923 Diplapion Reitter 1916 Eutrichapion Reitter 1916 Exapion Bedel, 1887 Fremuthiell Alonso-Zarazaga 1990 Helianthemapion Wagner 1930 Hemitrichapion Voss 1959 | Holotrichapion Gyorffy 1956 Ischnopterapion Bokor 1923 Ixapion Roudier & Tempère 1973 Kalcapion Schilsky 1906 Lepidapion Schilsky 1906 Loborhynchapion Gyorffy 1956 Melanapion Wagner 1930 Mesotrichapion Gyorffy 1956 Metapion Schilsky 1906 Omphalapion Schilsky 1901 Onychapion Schilsky 1901 Oryxolaemus Alonso-Zarazaga 1990 Osellaeus Alonso-Zarazaga 1990 Oxystoma Duméril 1805 Perapion Wagner, 1907 Phrissotrichum Schilsky 1901 | Pirapion Reitter 1916 Podapion Riley 1883 Protapion Schilsky 1908 Protopirapion Alonso-Zarazaga 1990 Pseudaplemonus Wagner 1930 Pseudoperapion Wagner 1930 Pseudoprotapion Ehret 1990 Pseudostenapion Wagner 1930 Rhopalapion Schilsky 1906 Squamapion Bokor 1923 Stenopterapion Bokor 1923 Synapion Schilsky 1902 Taeniapion Schilsky 1906 Taphrotopium Reitter 1916 Tatyanapion Legalov 1997 Trichopterapion Wagner 1930 |

## Значення у природі та житті людини
Подібно до інших видів, апіоніди є невід'ємною ланкою природних екосистем, споживаючи рослинні тканини і самі стаючи здобиччю тварин — хижаків та паразитів. Деякі види завдають відчутної шкоди культивованим рослинам (наприклад, насіннєїд конюшиновий). Деякі види апіонід вивчаються і використовуються для боротьби з бур'янами як гербіфаги.